# Alister McRae

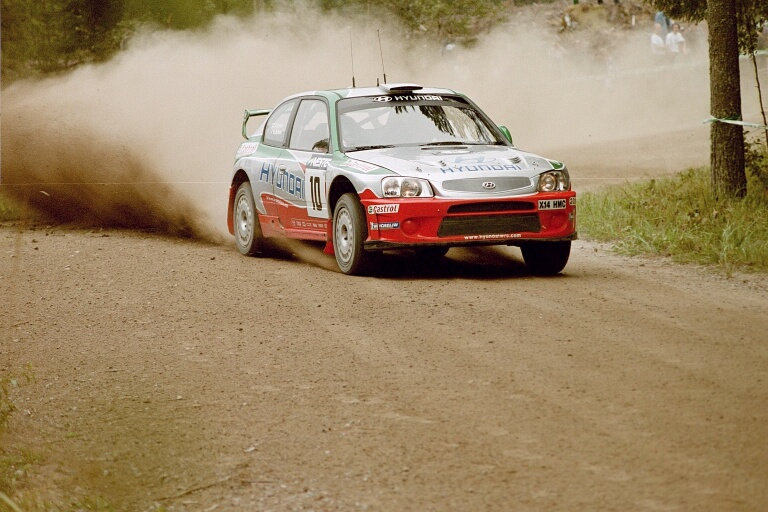
Alister McRae in einem Hyundai Accent bei der Rallye Finnland 2001

Alister McRae (* 20. Dezember 1970 in Lanark, Schottland) ist ein britischer Rallyefahrer. Er ist der jüngere Bruder des  1995er-Rallyeweltmeisters Colin McRae († 2007) und Sohn von Jimmy McRae (selbst 5-facher Britischer Rallyemeister). Auch sein Sohn Max McRae ist Rallyefahrer.
Im Jahr 1995 wurde Alister McRae Britischer Rallyemeister. In der Rallye-Weltmeisterschaft fuhr er in den Jahren 2000 und 2001 für das Hyundai-Team einen Hyundai Accent WRC. Sein bestes Ergebnis war ein 4. Platz bei der Rallye Großbritannien 2001. 2002 war er beim Mitsubishi-Team unter Vertrag. Am Ende dieser Saison wurde sein Vertrag jedoch nicht verlängert.